# 安長博文
安長 博文（Hirofumi Yasunaga やすなが ひろふみ、1969年3月11日 - ）は、日本の男性俳優。
フリー。鹿児島県出身。血液型はA型。

## 来歴・人物
鹿児島県鹿児島市で育ち高校卒業後に自衛隊へ入隊。自衛隊退職後、吉本興業（東京支社）で１年間のお笑い芸人としての活動を経て、フリーとなり演劇や映像作品で役者としての活動を始める。
2010年　NHK『パフォー』で安長博文監督／脚本／主演による自主制作の短編映画『最後の悪夢』が地上波にて放送。
2011年　ゴールデングローブ外国映画部門ノミネート作品　チャン・イーモウ監督の中国映画『金陵十三釵 The Flowers of War』では中国南京ロケに参加し主演のオスカー俳優クリスチャン・ベールと格闘シーンを演じる。
尊敬する人物は、楳図かずお、チャールズ・チャップリン。

## 主な出演

### 映画
- 光の雨（高橋伴明監督作品 出演 2001年公開）
- パッチギ! LOVE&PEACE（井筒和幸監督作品 出演 2007年公開）
- 太平洋の奇跡 -フォックスと呼ばれた男-（平山秀幸監督作品 出演 2011年公開）
- 金陵十三釵　The Flowers of War（チャン・イーモウ監督作品 出演　2011年〜世界各国で順次公開）
- 図書館戦争（佐藤信介監督作品 出演　2013年公開）
- 永遠の0（山崎貴監督作品 出演　2013年公開）
- ジョーカー・ゲーム（入江悠監督作品 出演　2015年公開）
- 関ヶ原（原田眞人監督作品 出演　2017年公開）
- マジカル・ミチコ（山本淳一監督作品 出演　2018年公開）